# پاین فلت (کالیفرنیا)
پاین فلت (به انگلیسی: Pine Flat) یک منطقهٔ مسکونی در ایالات متحده آمریکا است که در شهرستان تولار، کالیفرنیا واقع شده‌است. پاین فلت ۳٫۰۱۰ کیلومتر مربع مساحت و ۱۶۶ نفر جمعیت دارد و ۱٬۱۷۹٫۹ متر بالاتر از سطح دریا واقع شده‌است.